# Yuriy Bilonoh
Yuriy Bilonoh (Bilopilia, Ucrania, 9 de marzo de 1974) es un atleta ucraniano, especialista en la prueba de lanzamiento de peso, en la que ha logrado ser medallista de bronce mundial en 2003.

## Carrera deportiva
En el Campeonato Europeo de Atletismo de 1998 ganó la medalla de bronce en lanzamiento de peso, llegando hasta los 20.92 metros, tras su compatriota Oleksandr Bagach y el alemán Oliver-Sven Buder (plata con 20.98 m).
Cuatro años después, en el Campeonato Europeo de Atletismo de 2002 ganó la medalla de oro en la misma prueba, llegando hasta los 21.37 metros, por delante del danés Joachim Olsen y el alemán Ralf Bartels (bronce con 20.58 metros).
Al año siguiente, en el Mundial de París 2003 ganó la medalla de bronce en lanzamiento de peso, con una marca de 21.10 metros, quedando en el podio tras el bielorruso Andrei Mikhnevich (oro con un lanzamiento de 21.69 m) y el estadounidense Adam Nelson (plata con 21.26 metros).